# وثيقة المنامة

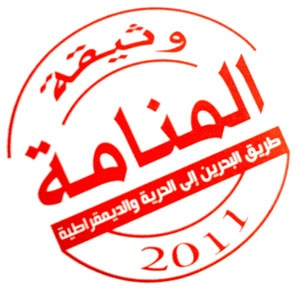
وثيقة المنامة

وثيقة المنامة أعلنت عنها خمس جمعيات معارضة في البحرين في أكتوبر 2011 بعد أكثر من 8 أشهر على انطلاق الانتفاضة البحرينية 2011-2012 وتمثل الوثيقة وجهة النظر الرسمية التي قدمتها الجمعيات الخمس عن المشكل في البحرين وطريقة حلّه ويعتبرونها طريق البحرين إلى الحرية والديمقراطية وقد تطرقت الوثيقة التي تعمل بشعار الشعب يريد اصلاح النظام إلى عدة محاور ابرزها:
- مطالب الانتفاضة.
- الاساليب المعتمدة للحراك.
- الطريق إلى الحل.
- الرؤية إلى البحرين المستقبلية.

## تحالف جمعيات وثيقة المنامة
أطلق مجازياً اسم جمعيات وثيقة المنامة على التحالف الذي حصل بين الجمعيات السياسية المعارضة الخمسة في البحرين وهي:
- جمعية الوفاق الوطني الإسلامية
- جمعية التجمع القومي الديمقراطي
- جمعية العمل الوطني الديمقراطي (وعد)
- جمعية التجمع الوطني الديمقراطي
- جمعية الإخاء الوطني